# جدول الحياة
في العلم الاكتواري والتركيبة السكانية، جدول الحياة (بالإنجليزية: Life table)‏، هو جدول يُلخص فرص البقاء على قيد الحياة حسب السن أو المرحلة لأفراد مجموعة سكان، بناءً على معدلات المواليد والوفيات.
هناك نوعان من جداول الحياة المستخدمة في العلوم الاكتوارية. النوع الأول هو معدلات الوفيات خلال فترة زمنية محددة لعدد معين من السكان. والنوع الثاني جدول الحياة الجماعي، الذي يشار إليه غالباً بجدول حياة الجيل، لتمثيل معدلات الوفيات الإجمالية لبعض السكان طوال الحياة. ومن المفترض أن يكونوا قد وُلدوا خلال نفس الفترة الزمنية المحددة. ويستخدم جدول الحياة الجماعي بشكل متكرر لأنه قادر على التنبؤ بأي تغييرات متوقعة في معدلات الوفيات بين السكان في المستقبل. هذا النوع من الجدول يحلل أيضاً أنماط معدلات الوفيات التي يمكن ملاحظتها مع مرور الوقت. يتم إنشاء هذين النوعين من جداول الحياة استناداً إلى عدد السكان الفعلي من الحاضر، فضلاً عن التنبؤ المتعلم لتجربة السكان في المستقبل القريب.
وتستخدم جداول الحياة أيضاً على نطاق واسع في علم الأحياء وعلم الأوبئة. المنطقة التي تستخدم هذه الأداة هي الضمان الاجتماعي. وهي تدرس معدلات وفيات جميع الأشخاص الذين لديهم الضمان الاجتماعي لاتخاذ قرار بشأن الإجراءات التي يجب اتخاذها.